# Study of Man's Impact on Climate
Study of Man's Impact on Climate (traduisible en français par « Étude de l'impact de l'homme sur le climat ») est une conférence scientifique internationale consacrée à l'influence humaine sur le climat qui s'est tenue à Stockholm, en Suède, du 28 juin au 16 juillet 1971. Elle aborde diverses hypothèses parmi lesquelles la destruction de la couche d'ozone et le réchauffement (ou refroidissement) climatique, établit l'état du savoir à leur sujet et, soulignant les nombreuses inconnues qui demeurent, appelle à consacrer davantage de fonds à la recherche scientifique sur le climat.

## Contexte
En 1970 aux États-Unis, en prévision de la Conférence des Nations unies sur l'environnement de Stockholm qui doit se dérouler en 1972, Carroll L. Wilson, rattaché au Massachusetts Institute of Technology (MIT), ancien directeur général de la Commission de l'énergie atomique, également membre du Club de Rome, lié à l'élaboration du rapport Les Limites à la croissance publié en 1972,,, impulse l'organisation de la Study of Critical Environmental Problems (SCEP ; traduisible en français par « Étude sur les problèmes environnementaux critiques »), qui porte sur les enjeux environnementaux, objets d'une attention croissante de la part du grand public, et identifie les changements climatiques comme l'un d'eux. Wilson et le MIT décident de consacrer une nouvelle conférence, intitulée Study of Man's Impact on Climate (SMIC), aux risques de modification de l'atmosphère et du climat et d'initier une coordination internationale de la recherche à ce sujet — la SCEP avait accueilli presque exclusivement des chercheurs américains,,,.
La SMIC, qui inscrit le risque de changement climatique parmi les préoccupations environnementales, est elle aussi conçue comme un travail préparatoire de la Conférence de Stockholm qui doit se dérouler l'année suivante,.

## Déroulement et conclusions
La conférence, titrée Study of Man's Impact on Climate (SMIC), est organisée par le Massachusetts Institute of Technology (MIT) et hébergée par l'Académie royale des sciences de Suède et l'Académie royale des sciences de l'ingénieur de Suède,. Elle accueille du 28 juin au 16 juillet 1971, soit durant trois semaines, à Stockholm, trente chercheurs (essentiellement en sciences de l'atmosphère) venus de quatorze pays,,,. La conférence est présidée par Carroll L. Wilson du MIT,,.
Les chercheurs présents à la conférence établissent l'état des connaissances scientifiques sur principaux mécanismes par lesquels l'humanité est susceptible d'exercer une influence sur le climat. Ils s'intéressent ainsi pour l'essentiel aux émissions d'aérosols, de gaz à effet de serre (au premier titre desquels le dioxyde de carbone, CO2) et d'autres polluants dans l'atmosphère (troposphère et stratosphère) et aux changements d'affectation des sols (déforestation, etc.). Les risques de destruction de la couche d'ozone et de modification des températures moyennes atmosphériques sont envisagés, ainsi que les impacts ou mécanismes associés (baisse de l'albédo, fonte des calottes glaciaires et de la banquise arctique, modification du Gulf Stream, etc.),,,.
Sur ce dernier point, deux thèses s'affrontent : celle d'un refroidissement global provoqué par l'émission d'aérosols réfléchissant l'énergie solaire entrante, et celle d'un réchauffement climatique conséquence de l'émission anthropique de CO2 renforçant l'effet de serre. Les chercheurs échouent, par manque d'éléments de preuve, à déterminer laquelle des deux hypothèses est la plus probable, aussi ils se limitent à souligner le risque d'une modification du climat.
Plus généralement, le rapport issu de la conférence, publié la même année et intitulé Inadvertent climate modification : Report of the study of Man's impact on climate, s'abstient de toute prévision précise, préférant souligner les conséquences possibles de l'activité humaine — tout particulièrement les émissions d'aérosols et de gaz à effet de serre — et la nécessité de mener davantage de recherches (dont le rapport estime le coût) pour mieux comprendre les mécanismes à l’œuvre,, :

« Il est clair à nos yeux que sans recherche et programmes de surveillance supplémentaires, la communauté scientifique ne sera pas capable de produire les réponses solides dont la société pourrait avoir besoin si des modifications involontaires à grande échelle du climat, potentiellement irréversibles, devaient être évitées,. »

À la Conférence des Nations unies sur l'environnement de Stockholm, le rapport de la SMIC fait partie des lectures recommandées,.